# Projeto Genes para Cognição
Genes para a Cognição (G2C) é um programa de pesquisa em Neurociências que estuda genes, o cérebro e comportamento de uma forma integrada. Está envolvido numa investigação em larga escala da função das moléculas encontradas na sinapse. Isto é principalmente focado em proteínas que interagem com o receptor NMDA, um receptor para o neurotransmissor, glutamato, que é necessário para processos de plasticidade sináptica, como potenciação a longa duração (LTP) . Uma descoberta chave que levou ao projeto G2C foi a caracterização de um grupo de proteínas que interagem com este receptor, chamado de "Complexo Receptor NMDA (NRC)" e a observação de que as disfunções de muitas dessas proteínas são características de numerosas doenças do sistema nervoso. O NRC contém 185 proteínas, 48 das quais até agora foram relacionadas a 54 distúrbios do sistema nervoso humano. A evolução molecular do NRC também é uma área de pesquisa ativa, e tem demonstrado que um aumento na complexidade dessas proteínas de sinalização nas sinapses evoluiu junto das capacidades cognitivas aprimoradas dos seres humanos e outros vertebrados superiores.

## Estratégia Científica
As atividades do Projeto Genes para Cognição abrange uma ampla gama de especialidades científicas, refletindo a diversidade de informações que precisa ser integrada para avançar no entendimento do cérebro. Seguindo para experimentos de proteômica de sinapses para identificar proteínas candidatas para uma investigação mais funda, G2C comprometeu-se de eliminar muitas dessas por direcionamento genético em camundongos e estabeleceu um número de plataformas de alto rendimento para avaliar o efeito dessas manipulações em funções cerebrais.

## Compartilhamento de Informações
Assim como o compartilhamento de descobertas por artigos de acesso aberto na literatura científica, Genes para Cognição mantém uma base de dados, G2Cdb e um web site educacional, G2Conline.

### G2Cdb: Base de Dados da Genes para Cognição
G2Cdb integra informações com curadoria da literatura científica e de diversas bases de dados sobre genes e doenças de interesse para a Genes para Cognição. Ela também fornece acesso à listas de genes vindo de experimentos de proteômica caracterizando a composição do complexo de proteínas presentes na densidade pós-sináptica. Ela irá também fornecer dados de experimentos que investigam os efeitos de manipulação genética dessas moléculas sinápticas.

### G2Conline: Web Site Educacional
G2Conline é um website educacional interativo que fornece extensas informações prévias em tópicos chave na neurociência e em distúrbios cerebrais. Existem diversos videoclipes de entrevistas com cientistas, incluindo os laureados com o Nobel James Watson e Eric Kandel

## Veja Também
- O Projeto Genoma Humano
- O Projeto 1000 Genomas